# Komuna Warszawa
Komuna//Warszawa, także Komuna Warszawa, wcześniej Komuna Otwock – polski teatr offowy, „anarchistyczna wspólnota działań” założona w 1989 przez Grzegorza Laszuka. Od listopada 2009 działa pod zmienioną nazwą jako Komuna//Warszawa.

## Działalność
Komuna Otwock została założona w 1989, a w 1994 zarejestrowana jako stowarzyszenie działające w dziedzinie kultury i sztuki, edukacji, ochrony środowiska, ochrony praw człowieka oraz swobód obywatelskich, a także aktywizowania społeczności. 
Jest uznawana za jedną z najbardziej radykalnych grup polskiego teatralnego offu. Poza tworzeniem spektakli, happeningów i akcji o charakterze performance'ów, grupa zajmuje się również kampaniami społecznymi i ekologicznymi, organizuje warsztaty, koncerty, wystawy, wykłady, a także prowadzi działalność wydawniczą. Akcje przygotowywała m.in. we współpracy z Amnesty International i Klubem Gaja. Komuna współdziałała z warszawską grupą Ruch Społeczeństwa Alternatywnego/Federacja Anarchistyczna. Aktywność grupy skupiała się w Otwocku, co było zgodne z zasadą wyznawaną przez uczestników Komuny, dotyczącą lokalności działań – przeciwstawiano się w ten sposób tendencjom centralistycznym w ruchu anarchistycznym.
W marcu 2008 zainaugurowała regularne „co-2-tygodnie-show” − otwarte forum dyskusyjne na styku teatru/sztuki i publicystycznego komentarza teraźniejszości.
Od 2020 roku siedziba teatru znajduje się przy ul. Emilii Plater 31 w Warszawie.

## Ideologia
W Komunie reprezentowane były różne nurty myśli anarchistycznej, chociaż wspólna deklaracja jej członków bliska była sytuacjonizmowi:

Potrzebna jest Rewolucja Rozumu. Rewolucja Świadomości. Potrzebna jest Anarchia. Ponieważ krwawe rewolucje niszczą jedynie skutki działania chorej i zdeformowanej świadomości obecnego świata, uważamy, że w stanie dzisiejszej ekonomiczno-policyjnej przemocy, sferą prawdziwie rewolucyjnych działań jest SZTUKA. Sztuka jako nośnik idei, uczuć i marzeń o spełnieniu utopii, jest narzędziem Rewolucji. Będąc pobudzeniem do przeżywania szczęścia, do osiągnięcia wspólnoty z ludźmi i światem, prawdziwa Sztuka jest Świętem, a Święto jest Rewolucją: niszczy zastane granice, jednoczy przeciwieństwa, burzy porządek oparty na przemocy i głupocie.

## Najważniejsze spektakle
- Stefan, czyli sens życia (1993)
- Lot na Marsa (1994)
- Iluminacja (1996)
- Bez tytułu (1996, pierwotny tytuł: Industrial ambient); nagrody: na Festiwalu Offside w Toruniu (1996), na Łódzkich Spotkaniach Teatralnych (1997) oraz złoty OFFEusz na festiwalu Malta w Poznaniu (1998)
- Trzeba zabić pierwszego boga (1999)
- Deklaracja (2000)
- 20/80 (2001)
- Design/Gropius (2002)
- Perechodnik/Bauman (2004); uhonorowany Nagrodą Ministra Kultury w 2005 na Festiwalu Kontrapunkt w Szczecinie
- Przyszłość świata (2006)
- Mill/Maslow (2008/2009)
- Księga wynalazków (2009)